# Лау Джон Джау
Лю Цзюньчжо́у (кит. упр. 刘峻周, пиньинь Liú Jùnzhōu, 1870—1939) — китайский подданный, специалист по выращиванию и переработке чая, работавший в 1893—1926 управляющим чайными плантациями в Чакви. Сыграл ключевую роль в становлении производства грузинского чая. За заслуги в становлении чайного дела был награждён орденами Станислава и Трудового Красного Знамени.

## Ранние годы
Лю Цзюньчжоу родился в 1870 в провинции Гуандун, получив при рождении имя Лю Чжаопэн (кит. трад. 刘兆彭). Он происходил из народности хакка, представители которой в своё время прибыли в Гуандун из провинции Хунань, и прослеживал свою родословную на 76 поколений до основателя империи Хань Лю Бана. В 1885 году, пятнадцатилетним юношей, он отправился в Чжэцзян учиться чайному делу, и в 1888 году познакомился с Константином Семёновичем Поповым, племянником, наследником и продолжателем дела крупнейшего российского торговца чаем Константина Абрамовича Попова. В ноябре 1893 года по приглашению К. С. Попова Лю Цзюньчжоу вместе с десятью другими специалистами прибыл в Батум для организации в окрестностях города чайных плантаций.

## В Российской империи
Вместе с китайскими специалистами прибыли саженцы и семена чайного куста, которые были высажены на участках, приобретённых Поповым в окрестностях села Чакви близ Батума. В 1896 Лау Джон Джау (так Лю Цзюньчжоу писал своё имя кириллицей) перевёз в Чакви свою семью. В том же 1896 году он сумел приготовить первый чай из выращенных им на Кавказе листьев, а в 1900 году чай с плантаций Попова получил на Всемирной торгово-промышленной выставке в Париже большую золотую медаль.
Успех плантаций Попова стал основанием для государственных вложений в чайное дело. В 1901 Лау Джон Джау принял приглашение Удельного ведомства, создававшего государственные плантации чая в Чакве, и перешёл на госслужбу в качестве заведующего государственной Чаквинской чайной факторией. В 1908 году за долговременную службу на благо империи Лау Джон Джау был награждён орденом Станислава третьей степени, став первым китайским подданным, получившим российский орден.
В 1911 с разрешения властей Лау Джон Джау приобрёл земли вблизи Батуми и создал собственную чайную плантацию, выпустив чай под собственной этикеткой «Лау Джон Джау».

## После революций 1917 года
Во время Первой мировой войны и последовавших конфликтов, приведших к советизации Грузии, государственные и частные чайные плантации пришли в запустение и в итоге были конфискованы новой властью. В 1921 году после окончательного установления советской власти в Аджарии Лау Джон Джау был принят на работу в Наркомзем Аджарской АССР и принимал участие в восстановлении производства чая в Грузии. В 1925 году за трудовые заслуги в чайной отрасли новая власть наградила его Орденом Трудового Красного Знамени.
Лау Джон Джау скептически относился к механизации и интенсификации чайной отрасли, консервативно предпочитая ручной труд и традиционные инструменты. Такая позиция привела его к конфликту с политикой советской власти, требовавшей дешёвого чая в большом объёме, и он стал объектом критики коллег по ведомству и прессы, обвинявших его в ретроградстве и препятствовании прогрессу. В 1926 году Лау Джон Джау отказался от предложенного ему советского гражданства и вернулся в Китай, где скончался в 1939 году в Харбине.

## Потомки и наследие
У Лау Джон Джау было пятеро детей: два сына и три дочери. Русский язык стал для них вторым родным и все они получили российское образование, окончив Батумскую гимназию. Старший сын Лю Шаочжу закончил физико-математический факультет Петербургского университета и был активным участником революционных событий в России и Китае. После возвращения в Китай дети и многие из потомков Лау Джон Джау сохранили знание русского языка и занимались его преподаванием в ведущих китайских университетах.
Дом семьи Лау Джон Джау в Чакви, построенный в китайском стиле, по состоянию на 2020 год находился в государственной собственности. Предметы архива Лау Джон Джау можно увидеть в Государственном музее Аджарии в Батуми.